# 尼崎市立清和小学校
尼崎市立清和小学校（あまがさきしりつ せいわしょうがっこう）は、兵庫県尼崎市長洲本通1丁目にある公立小学校。尼崎市立の小学校の中で制服を採用している2校のうちの1校である（他は尼崎市立武庫東小学校）。

## 沿革
- 1955年（昭和30年）
  - 4月1日 - 尼崎市立長洲小学校から分離し開校[1]
  - 10月20日 - 校舎の一つが完成。創立記念日に制定される。
- 1956年（昭和31年）3月20日 - もうひとつの校舎が完成。
- 1959年（昭和34年）9月23日 - 校旗と校歌（作詞：岩田善治、作曲：津田貞臣）の制定。[2]
- 1962年（昭和37年）8月2日 - プールが完成する。
- 1964年（昭和39年）6月6日 - 鉄筋3階建ての特別教室（理科室・図工室・音楽室）が完成。
- 1966年（昭和41年）3月17日 - 体育館が完成。
- 1967年（昭和42年）6月29日 - 体育館の北側（現在のバスケットコートのところ）に交通学習園が完成。
- 1983年（昭和58年）6月18日 - 校舎の建て替え工事完了。
- 1992年（平成4年）8月31日 - 校舎2階に生活科室を新設。
- 1996年（平成8年）12月19日 - プール工事完了。
- 2005年（平成17年）11月12日 - 創立50周年記念式典挙行。

## 通学区域
- 長洲東通1丁目（1～8番・9番1～19号・29～39号・10番・13番・14番）、長洲中通1丁目、長洲本通1丁目、長洲本通1丁目[3]

## 進学先中学校
- 尼崎市立小田中学校[3]

## 周辺
- 尼崎市立小田中学校 - 尼崎市道の「小田中学校前」交差点をはさんで、校地北東側に対角線上に位置する。また、進学先中学校でもある。
- 学校法人梅花学園梅花東幼稚園 - 進学前幼稚園のひとつ。
- 県営尼崎長州住宅
  - 県営尼崎長州住宅以外のマンション・アパートも点在。
- 東洋精機
- 兵庫県立尼崎工業高等学校 - 市道交差点をはさんで、校地南東側に対角線上に位置する。
- 社会福祉法人勝原福祉会尼崎長州保育園 - 進学前保育園のひとつ。
- 尼崎長州本通郵便局

## 交通アクセス
- 阪神バス「11」・「12」の各系統で、「小田南生涯学習プラザ南」停留所（小田中学校校地東側・兵庫県道74号尼崎停車場線上）より、
  - JR尼崎（北）・阪急園田（南）・（JR・阪急）塚口・塚口営業所方面行のりばから、徒歩約285m・約4分。
  - 阪神尼崎（北(11系統)）・阪神杭瀬（12系統）方面行のりばから、徒歩約290m・約4分。
    - なお、「小田南生涯学習プラザ南」停留所は、「AD3」・「23」・「24」の各系統も停車するが、停留所設置箇所が県道74号尼崎停車場線上ではなく、尼崎市道尼崎停車場西川線上（JR線にほぼ沿う）にあるため、「11」・「12」の各系統の停留所より遠廻りとなる。
    - また、学校周辺には、「工業高校」停留所や「長州本通」停留所もあるが、いずれもJR尼崎駅南口からの距離よりやや延びる。
- JR西日本東海道本線（JR神戸線）・福知山線（JR宝塚線）・東西線尼崎駅（南口）から、徒歩約435m・約7分。

## 通学区域が隣接している学校
- 尼崎市立杭瀬小学校
- 尼崎市立長洲小学校
- 尼崎市立金楽寺小学校
- 尼崎市立潮小学校
- 尼崎市立浜小学校